# Tanvir Mokammel
Pour les articles homonymes, voir Mokammel.
Tanvir Mokammel est un réalisateur bangladais né en 1955.

## Filmographie
- 1994 : Nadir Naam Madhumati
- 1996 : Swapnas skole
- 1999 : Chitra Nodir Pare
- 2002 : Lalsalu
- 2004 : Lalon